# Caspar Stoll
Pour les articles homonymes, voir Stoll.
Caspar Stoll (né vers 1720-1730 dans le landgraviat de Hesse-Cassel - mort en décembre 1791 à Amsterdam) est un entomologiste et naturaliste allemand.

## Biographie
On ignore presque tout de la vie de Caspar Stoll qui a illustré plusieurs ouvrages sur les animaux, notamment sur les papillons. Il consacre près de quinze ans de sa vie à son livre Natuurlyke.

## Œuvres
- Natuurlyke en naar ’t naauwkeurig gekleurde afbeeldingen en beschyvingen der spooken, wandelende bladen, zabelspringhaanen, krekels, trekspringhaanen en kakkerlakken, in alle vier deelen waereld Europa, Asia, Afrika en America huishoudende (Représentation exactement colorée d’après nature des Spectres, des Mantes, des Sauterelles, des Grillons, des Criquets et des Blattes, qui se trouvent dans les quatre parties du monde, l’Europe, l'Asie, l’Afriques et l’Amérique. (1787, Amsterdam).

- Avec Pieter Cramer (1721-1776 ou 1779) De Uitlandsche Kapellen, ([1775-] 1779-1782), Amsterdam. Ce travail est composé de 34 fascicules en quatre volumes, toutes les descriptions d'insectes étant accompagnées par des dessins. Cramer meurt juste après que l'ouvrage est achevé et Stoll conduit sa publication et lui adjoint un supplément et le complète par des notes. Stoll est parfois considérée comme l'auteur de 370 planches. Les peintures originelles sont conservées au Natural History Museum de Londres.

- De Uitlandsche Kapellen est une œuvre maîtresse de l'histoire de l'entomologie. Illustré de gravures colorées à la main, il s'agit du premier livre sur des lépidoptères exotiques suivant le système linnéen. On y trouve la description de plus de 1 650 espèces de papillons, la plupart l'étant pour la première fois.